# Rhabdops
Rhabdops este un gen de șerpi din familia Colubridae.

Cladograma conform Catalogue of Life:
| Rhabdops | \| \| Rhabdops bicolor \| \| \| \| \| \| Rhabdops olivaceus \| \| \| \| |
|          | \| \| Rhabdops bicolor \| \| \| \| \| \| Rhabdops olivaceus \| \| \| \| |
|          | Rhabdops bicolor                                                        |
|          |                                                                         |
|          | Rhabdops olivaceus                                                      |
|          |                                                                         |